# Alexander Crichton
Alexander Crichton (2 de diciembre de 1763 – 4 de junio de 1856) fue un médico escocés. 
Considerado, junto con el francés Philippe Pinel, uno de los padres de la psicopatología moderna, fue el primer investigador en documentar algunos de los comportamientos que hoy se asocian al trastorno por déficit de atención con hiperactividad, en An inquiry into the nature and origin of mental derangement: comprehending a concise system of the physiology and pathology of the human mind and a history of the passions and their eﬀects (1798).